# Tadeusz Lasko
Tadeusz Lasko – polski polityk emigracyjny.
Sprawował stanowisko podsekretarza stanu w rządach premiera Kazimierza Sabbata: trzecim rządzie od 20 czerwca 1979 i w czwartym rządzie od 20 czerwca 1979 w Ministerstwie Spraw Zagranicznych.
W 1984 został odznaczony przez prezydenta RP Krzyżem Komandorskim Orderu Odrodzenia Polski.